# Premi Unión de Actores a la millor interpretació de repartiment de televisió
El Premi a la millor interpretació de repartiment en la seva secció de televisió lliurat per la Unión de Actores entre 1996 i 2001 reconeixia la millor interpretació d'un actor o actriu de repartiment dins d'una sèrie de televisió.
Des de l'edició de 2002, aquesta categoria es desdoblega en:
- Millor actriu de repartiment de televisió
- Millor actor de repartiment de televisió

## Guardonats
| Any  | Guanyadora       | Pel·lícula                     |
| ---- | ---------------- | ------------------------------ |
| 2001 | Alicia Hermida   | Cuéntame cómo pasó             |
| 2000 | Carmen Machi     | 7 Vidas                        |
| 1999 | Guillermo Toledo | 7 Vidas                        |
| 1998 | Paco Marín       | Periodistas                    |
| 1997 | Ángel Burgos     | Todos los hombres sois iguales |
| 1996 | Antonio Molero   | Médico de familia              |